# Lamin M. M. Bojang
Lamin M. M. Bojang (* um 1959 in Pirang; † 9. April 2011 in Banjul) war Politiker im westafrikanischen Staat Gambia.

## Bildung
Bojang besuchte in Faraba Banta die Grundschule Faraba Banta Primary, anschließend von 1966 bis in Brikama die Brikama Junior Secondary School. Die Saint Augustine High School besuchte er bis 1976 und war dann von 1978 bis 1981 auf dem National Vocational Training Institute.

## Beruflicher Werdegang
Bojang war zunächst im Public works Department, anschließend von 1981 bis 1983 im National Partnerships enterprise, beschäftigt. Erwerbstätig war er von 1978 bis 1993 im Fischsektor, danach im Medical Research Council bis 2003. Die Gambia Public Transport Corporation gehörte auch zu seinen Arbeitgebern.

## Politisches Wirken
| Parlamentswahl | Stimmen | Stimmanteil |
| -------------- | ------- | ----------- |
| 2007           | 6.141   | 73,34 %     |

Bei den Parlamentswahlen 2007 trat er als Parteimitglied der Alliance for Patriotic Reorientation and Construction (APRC) im Wahlkreis Kombo East an. Er konnte sich gegen seinen Gegenkandidaten Lamin R. Darboe (UDP) behaupten und erlangte ein Sitz in der Nationalversammlung. In der Nationalversammlung war er im Ausschuss für Gesundheit tätig.
Nach langer, fast ein Jahr andauernden, Krankheit starb der 52-jährige Bojang Anfang April 2011 im Royal Victoria Teaching Hospital in Banjul. Er wurde mit einem Staatsakt in der Nationalversammlung geehrt, bevor er nach Pirang zur Bestattung überführt wurde.